# Hofkriegsrat
Le Hofkriegsrat, traduit en français par « Haut conseil de guerre » ou « Conseil aulique de la guerre », est une institution du temps de la monarchie autrichienne chargée de l'organisation de l'armée impériale.

## Saint-Empire
Créé en 1556 par l'empereur Ferdinand Ier, ce conseil établi à Vienne était chargé de l'administration des guerres du Saint-Empire et des autres possessions de la Maison d'Autriche. La conduite des opérations restait du ressort du prince ou de ses généraux. Le Conseil aulique était compétent pour l'ensemble de la monarchie habsbourgeoise, y compris la Bohême et la Hongrie. Il s'occupait du recrutement, des arsenaux et du ravitaillement des troupes, de l'entretien des forteresses de la frontière militaire

## Empire d'Autriche
Après la création en 1804 de l'empire d'Autriche, composé uniquement des possessions orientales de la Maison d'Autriche que la diplomatie française transformait ainsi en État de l'Europe orientale afin d'en éloigner la puissance de la France, l'empereur François Ier d'Autriche conserva cette administration qui devint en 1848 le Ministère de la guerre.
Mais de 1853 à 1860 l'empereur d'Autriche François-Joseph transféra ses compétences au Haut Commandement de l'armée, qui fut ensuite à nouveau baptisé Ministère de la guerre.

## Double monarchie austro-hongroise
Il fut remplacé en 1867 lors de la création de la double monarchie austro-hongroise par le ministère de la Guerre (de).

## Sources de la traduction
- (de) Cet article est partiellement ou en totalité issu de l’article de Wikipédia en allemand intitulé « Hofkriegsrat » (voir la liste des auteurs).